# Celestino Alves
Celestino de Sousa Alves, né en 1913 à Setúbal et mort en 1974 à Lisbonne, est un peintre portugais.

## Biographie
Celestino de Sousa Alves naît en 1913 à Setúbal.
Il expose à Lisbonne entre 1936 et 1971, Estoril en 1961 et 1965, Faro en 1954, Leiria 1970, Setúbal en 1950 et 1963 (rétrospective).
Il meurt en 1974 à Lisbonne.